# Giraffokeryx
Giraffokeryx era um girafídeo de tamanho médio do Subcontinente Indiano e da Eurásia durante o período Mioceno. Tinha aproximadamente o tamanho de um Ocapi moderno e quatro chifres em sua cabeça, o que o distinguia da maioria das outras girafas. As fêmeas não tinham chifres. Giraffokeryx provavelmente habitava Savanas secas e Florestas esparsas, pastando em pequenas árvores e arbustos. Este gênero foi estreitamente relacionado com Bramatherium e Sivatherium.